# Oxyscelio amrichae
Oxyscelio amrichae  (лат.) — вид платигастроидных наездников из подсемейства Scelioninae (Platygastridae, или Scelionidae, по другим классификациям). Ориентальная область: Бруней, Малайзия, Индонезия. Вид назван в честь энтомолога Рута Эмриха (Ruth Amrich).

## Описание
Мелкие перепончатокрылые насекомые: длина тела 3,4—4,5 мм. Усики самок с булавой. Метаскутеллюм гладкий вогнутый. Тело в основном буровато-чёрное. Скапус коричневый. 
Усики 12-члениковые. Нижнечелюстные щупики состоят из 4 сегментов, а нижнегубные — 2-члениковые. В переднем крыле субмаргинальная жилка отдалена от края и имеет очень короткую маргинальную жилку. Есть характерное фронтальное вдавление на голове. Вид был впервые описан в 2013 году американским энтомологом Роджером Барксом (Roger A. Burks, Department of Evolution, Ecology, and Organismal Biology, The Ohio State University, Колумбус, Огайо, США)
.